# Pussy Power
Pussy Power ist das dritte Studioalbum der deutschen Sängerin und Rapperin Katja Krasavice. Es erschien am 11. Februar 2022.

## Hintergründe
Am 1. August 2021 kündigte Krasavice auf ihrem offiziellen Instagram-Profil ihr drittes Studioalbum Pussy Power an.
Aus dem Album erschienen drei Singleauskopplungen, wobei Intro schon vor der ersten Singleauskopplung veröffentlicht wurde. Der Rap-Song wurde am 8. August 2021 auf YouTube veröffentlicht. Intro war bis zur Veröffentlichung des Albums nur als Musikvideo auf YouTube verfügbar und ist der erste Song auf dem Album. Das Musikvideo zu Intro konnte bereits über 2 Millionen Aufrufe aufweisen.
Am 17. September 2021 wurde die erste Singleauskopplung des Albums veröffentlicht, welche der Titelsong des Albums ist. Pussy Power erreichte Platz 1 der deutschen Charts, verschwand jedoch eine Woche nach Charteinstieg aus der Top 100, was zuvor nur den Ärzten mit True Romance und Mariah Carey mit All I Want for Christmas Is You gelang. Das Musikvideo wurde von Female Force und 100BLACKDOLPHINS und der Song von Aside produziert, welcher bereits 13 von 14 Songs des letzten Albums Eure Mami produziert hatte.
Die zweite Singleauskopplung Raindrops erschien am 5. November 2021. Der Song ist zweisprachig, wobei Katja Krasavice auf Deutsch und der Featuregast Leony auf Englisch singt. Wie bereits für die Singleauskopplung davor, wurden ebenfalls für diesen Release Bundles zum Verkauf angeboten, was dazu beitrug, dass sich der Song auf Platz 1 der deutschen Singlecharts positionieren konnte. Der Song hielt sich drei Wochen in den Charts und ist Krasavices vierte Platz 1-Platzierung in den deutschen Charts. Somit ist Katja Krasavice die Künstlerin, die am häufigsten an der Spitze der deutschen Singlecharts im Jahr 2021 stand. Am 10. Dezember 2021 erschien eine internationale Version des Songs Raindrops. In dieser Version singt Krasavice ihre Strophen auf Englisch, wobei der Refrain derselbe wie in der normalen Version von Leony auf Englisch gesungen wurde. Diese Version erschien am 24. März 2023 zusätzlich auf Leonys Debütalbum Somewhere in Between.
Anfang Dezember 2021 kündigte Krasavice ihr erstes Signing Marwin Balsters an, welcher der zweite Featuregast auf Pussy Power ist. Balsters ist Krasavices langjähriger Freund, mit dem sie nach eigenen Aussagen einige Höhen und Tiefen durchmachte, was auch der Grund ist, warum Krasavice ihn als Signing unter Vertrag nahm. Der gemeinsame Song Narben sollte ursprünglich am 24. Dezember veröffentlicht werden, doch aufgrund einiger Komplikationen mit dem Dreh des Musikvideos musste der Release auf den 30. Dezember 2021 verschoben werden. Ein Bundle gab es wie bei den zwei Singles zuvor ebenfalls zu erwerben. Der Song erreichte Platz 12 der deutschen Singlecharts.
Am 9. Januar 2022 wurde die Tracklist des Albums auf Instagram bekannt gegeben. Kurz darauf erhielt Krasavice über die Kommentare Hinweise, dass der dritte Featuregast Haiyti scheinbar homophobe Aussagen getätigt haben soll. Krasavice reagierte darauf, indem sie ein Statement als Instagram-Beitrag hochlud, sie und ihr Team würden sich über die Vorwürfe informieren und ggf. den gemeinsamen Song Tik Tak aus dem Album entfernen.
Am 16. Januar 2022 veröffentlichte Krasavice auf ihrem Musikkanal das Snippet des Albums, in dem sie erklärte, dass aufgrund der entstandenen Komplikationen der CDs in den Fanboxen durch das Wegstreichen des Songs Tik Tak, der Release um eine Woche nach hinten verlegt werden müsste.
Wie bei allen ihren Studioalben bot Krasavice Deluxe-Boxen an, deren Stückzahl ebenfalls begrenzt wurde und somit innerhalb zwei bis drei Monate nach Verkündung ausverkauft waren. Drei Inhalte wurden bereits verkündet. Unter anderem beinhaltet die Box einen Pin-Up-Kalender, eine Powerbank sowie eine künstliche Vagina.
Mit der Veröffentlichung des Albums, am 11. Februar 2022, wurde ein Musikvideo zu Onlyfans veröffentlicht. In dem Musikvideo waren mehrere Gäste zu sehen, unter anderem Micaela Schäfer, Sarah Joelle Jahnel und Twenty4tim.

## Musik und Texte
Wie bereits bei ihrem letzten Album sind auf Pussy Power explizite, sentimentale und emotionale Songs erhalten. Die erste Singleauskopplung thematisiert beispielsweise ihr Sexualleben und ihren Umgang mit Männern, wobei Raindrops über eine toxische Beziehung und Narben sowie Intro über ihre schwere Kindheit und Jugend handelt.

## Covergestaltung
Auf dem Cover trägt sie einen weißen Bikini. Ihre bunt gefärbten Haare wurden zum Schriftzug Pussy fixiert, der über Krasavices Rücken fällt. An ihren Stöckelschuhen sitzt eine Nacktkatze, deren Haut ebenfalls in verschiedenen Farben bemalt wurde. Am oberen Bildrand ist der Albumtitel zu sehen. Der Name der Interpretin steht über dem Titel.

## Titelliste
| Nr.          | Titel                          | Autor(en) | Produzent(en)                  | Länge |
| ------------ | ------------------------------ | --- | ------------------------------ | ----- |
| 1.           | Intro                          | Hasan Cankurt, Katja Krasavice, Din Topcagic, Robin Wick | Rocks                          | 3:25  |
| 2.           | Moonlight                      | Katja Krasavice, Oliver Avalon, Benedikt Burghardt, Yannick Johannknecht, Jan Keller, Luca Montesinos Gargallo, Armin Schneider | Aside                          | 2:35  |
| 3.           | Sos                            | Katja Krasavice, Florian Hillger, Hasan Cankurt | Avo                            | 2:12  |
| 4.           | Pussy Power                    | Katja Krasavice, Yannick Johannknecht, Marco Tscheschlok | Aside                          | 2:24  |
| 5.           | Onlyfans                       | Katja Krasavice, Luca Montesinos Gargallo, Yannick Johannknecht, Oliver Groos, Eric Chartman | Aside                          | 2:55  |
| 6.           | Moonwalk                       | Luca Montesinos Gargallo, Katja Krasavice, Menju | Menju                          | 2:52  |
| 7.           | Raindrops (feat. Leony)        | Barbara Tanzini, Hanni Mari Autere, Katja Krasavice, Leonie Burger, Luca Montesinos Gargallo, Luca Ontino, Maria Anita Lehtola, Mark Becker, Sari Hilja Kauranen, Simone Bocchino, Timo Olavi Väänänen, Valentina Dante, Vitali Zestovskih | Mark Becker, Vitali Zestovskih | 2:20  |
| 8.           | Lipgloss                       | Katja Krasavice, Yannick Johannknecht, Sascha Wernicke, Robin Wick | Aside                          | 2:30  |
| 9.           | Details                        | Katja Krasavice, Hasan Cankurt, Yannick Johannknecht, Robin Wick | Aside                          | 2:48  |
| 10.          | Narben (feat. Marwin Balsters) | Katja Krasavice, Esther Graf, Menju, Marwin Balsters | Menju                          | 3:00  |
| 11.          | Aventador                      | Katja Krasavice, Florian Hillger, Yannick Johannknecht, Hasan Cankurt | Aside, Avo                     | 2:15  |
| 12.          | Drop it                        | Katja Krasavice, Florian Hillger, Hasan Cankurt | Avo                            | 2:16  |
| 13.          | No Men no Cry                  | Katja Krasavice, Yannick Johannknecht, Hasan Cankurt | Aside                          | 2:08  |
| 14.          | Vordertür                      | Katja Krasavice, Hasan Cankurt, Florian Hillger, Din Topcagic | Avo, Rocks                     | 2:09  |
| Gesamtlänge: | Gesamtlänge:                   | Gesamtlänge: | Gesamtlänge:                   | 35:55 |

## Charts und Chartplatzierungen
Pussy Power erreichte in Deutschland die Chartspitze der Albumcharts. Darüber hinaus erreichte das Album auch die Chartspitze der deutschsprachigen Albumcharts sowie die Chartspitze der Hip-Hop-Charts. In allen drei Chartlisten ist es jeweils der dritte Nummer-eins-Erfolg für Krasavice, damit ist sie auch die erste Rapperin, der das gelang. Des Weiteren wurde das Album zum erfolgreichsten Album des ersten Quartals 2022 gekürt.
| ChartsChartplatzierungen | Höchstplatzierung | Wochen |
| ------------------------ | ----------------- | ------ |
| Deutschland (GfK)        | 1 (4 Wo.)         | 4      |
| Österreich (Ö3)          | 1 (2 Wo.)         | 2      |
| Schweiz (IFPI)           | 6 (1 Wo.)         | 1      |

| ChartsJahrescharts (2022) | Platzierung |
| ------------------------- | ----------- |
| Deutschland (GfK)         | 28          |